# Neolophonotus breonii
Neolophonotus breonii là một loài ruồi trong họ Asilidae. Neolophonotus breonii được Macquart miêu tả năm 1838. Loài này phân bố ở vùng nhiệt đới châu Phi.